# Gimme Some Truth: The Ultimate Mixes
Pour les articles homonymes, voir Gimme.
Pour la compilation de 2010 voir Gimme Some Truth (album).
Albums de John Lennon
John Lennon - Icon
(2010)
Gimme Some Truth : The Ultimate Mixes sont des compilations de chansons de John Lennon parues le 9 octobre 2020 pour souligner le 80e anniversaire de sa naissance. La version double comprend trente-six chansons tandis que la version simple, dix-neuf, toutes remixées. Les collections sont disponibles en téléchargement, en CD et en 33 tours vinyle. L'album a aussitôt atteint la troisième position du palmarès britannique mais n'a atteint que la 40e position du Billboard 200.

## Analyse
Célébrant les quarante années de la vie de John Lennon, quarante ans après sa mort, l'album a été produit par Sean Lennon, le fils du musicien et remixé par Paul Hicks (en). Dans la collection sur deux disques, on retrouve la chanson Angela, un duo de John Lennon et Yoko Ono, sur laquelle la voix de sa femme est prépondérante, tirée du disque Some Time in New York City, qui traite de l'emprisonnement de l'activiste afro-américaine Angela Davis. Every Man Has a Woman Who Loves Him, la version chantée par son mari de la composition de Yoko, est aussi incluse. De plus, on retrouve la chanson How Do You Sleep?, une attaque en règle à son ancien partenaire des Beatles, Paul McCartney sur laquelle joue George Harrison. Figure aussi une version live de la chanson Come Together de ce groupe, enregistrée le 30 août 1972 lors de la 2ème représentation du Plastic Ono Band au Madison Square Garden; cette version a déjà été publiée sur l'album Live in New York City sorti en 1986. Dans la collection plus restreinte sur un seul disque, on retrouve cette dernière chanson et les hits habituels du musicien britannique. On y entend aussi la chanson Isolation (en) tirée de l'album John Lennon/Plastic Ono Band; Sean Lennon trouvant les paroles d'actualité et y voyait des rapprochements avec les changements climatiques et le confinement dû à la pandémie de Covid-19.

## Liste des chansons
Toutes les chansons sont de John Lennon sauf mention contraire.
| 1. Instant Karma! (We All Shine On) - 3:22 2. Cold Turkey - 5:01 3. Working Class Hero - 3:47 4. Isolation - 2:52 5. Love - 3:21 6. God - 4:11 7. Power to the People - 3:23 8. Imagine - 3:02 9. Jealous Guy - 4:10 10. Gimme Some Truth - 3:15 11. Oh My Love (John Lennon/Yoko Ono) - 2:43 12. How Do You Sleep? - 5:35 13. Oh Yoko! - 4:16 14. Angela - 4ː05 15. Come Together (Lennon/McCartney) (live) - 4ː17 16. Mind Games - 4:11 17. Out the Blue - 3:21 18. I Know (I Know) - 3ː50 | 1. Whatever Gets You Thru the Night - 3:2 2. Bless You - 4:3 3. #9 Dream - 4:46 4. Steel and Glass - 4:39 5. Stand by Me (Ben E. King/Jerry Leiber/Mike Stoller) - 3:31 6. Angel Baby (en) (Rosie Hamlin) - 3:41 7. (Just Like) Starting Over - 3:55 8. I'm Losing You - 3:59 9. Beautiful Boy (Darling Boy) - 4:02 10. Watching the Wheels - 3:33 11. Woman - 3:32 12. Dear Yoko - 2ː34 13. Every Man Has a Woman Who Loves Him (Yoko Ono) - 3ː18 14. Nobody Told Me - 3:34 15. I'm Stepping Out - 4ː05 16. Grow Old With Me - 3:21 17. Happy Xmas (War Is Over) - 3:33 18. Give Peace A Chance - 4ː54 |

### Version un disque
1. Instant Karma! (We All Shine On)
2. Cold Turkey
3. Isolation
4. Power To The People
5. Imagine
6. Jealous Guy
7. Gimme Some Truth
8. Come Together (live)
9. #9 Dream
10. Mind Games
11. Whatever Gets You Thru The Night
12. Stand By Me
13. (Just Like) Starting Over
14. Beautiful Boy (Darling Boy)
15. Watching the Wheels
16. Woman
17. Grow Old with Me
18. Happy Xmas (War Is Over)
19. Give Peace a Chance

## Classement
| Classement (1975)             | Meilleure position |
| ----------------------------- | ------------------ |
| Royaume-Uni (UK Albums Chart) | 3                  |
| États-Unis (Billboard)        | 40                 |